# Pexiora
 Pexiora  es una población y comuna francesa, en la región de Languedoc-Rosellón, departamento de Aude, en el distrito de Carcasona y cantón de Castelnaudary-Sud. Código postal : 11150 Latitud 43.2692560 (N 43° 16’ 9”) Longitud 2.0360770 (E 2° 2’ 10”)  Altitud :130m a 160m  Superficie 13.16 km²  Población 1274 habitantes Densidad 96 habitantes/km² - Departamento:Aude.

## Demografía
| 849 | 854 | 753 | 751 | 709 | 814 |
| Para los censos de 1962 a 1999 la población legal corresponde a la población sin duplicidades (Fuente: INSEE [Consultar]) |     |     |     |     |     |